# Ambala
Ambala (Amba Wala, "mangoträdens land") är en stad i den indiska delstaten Haryana. Den ligger längs en järnvägslinje, nära gränsen till Punjab. Den är administrativ huvudort för ett distrikt med samma namn och hade 195 153 invånare vid folkräkningen 2011. Strax sydost om Ambala ligger bland annat Ambala Sadar och Ambala Cantonment, och räknar man in detta område i storstadsområdet uppgår folkmängden till cirka 400 000.
Ambala hörde i äldre tid till pandavasriket, och inom det omgivande distriktet finns stupor från mauryariket i Sugh och Chaneti, samt sikhtemplet Gurudwara Lakhnaur Sahib. Sainikasten är rikt företrädd.